# Eva Rueber-Staier
Eva Rueber-Staier (ur. 20 lutego 1951 w Bruck an der Mur) – austriacka aktorka, modelka, Miss Austrii w 1968 i 1969, Miss World 1969.